# Keňská kuchyně

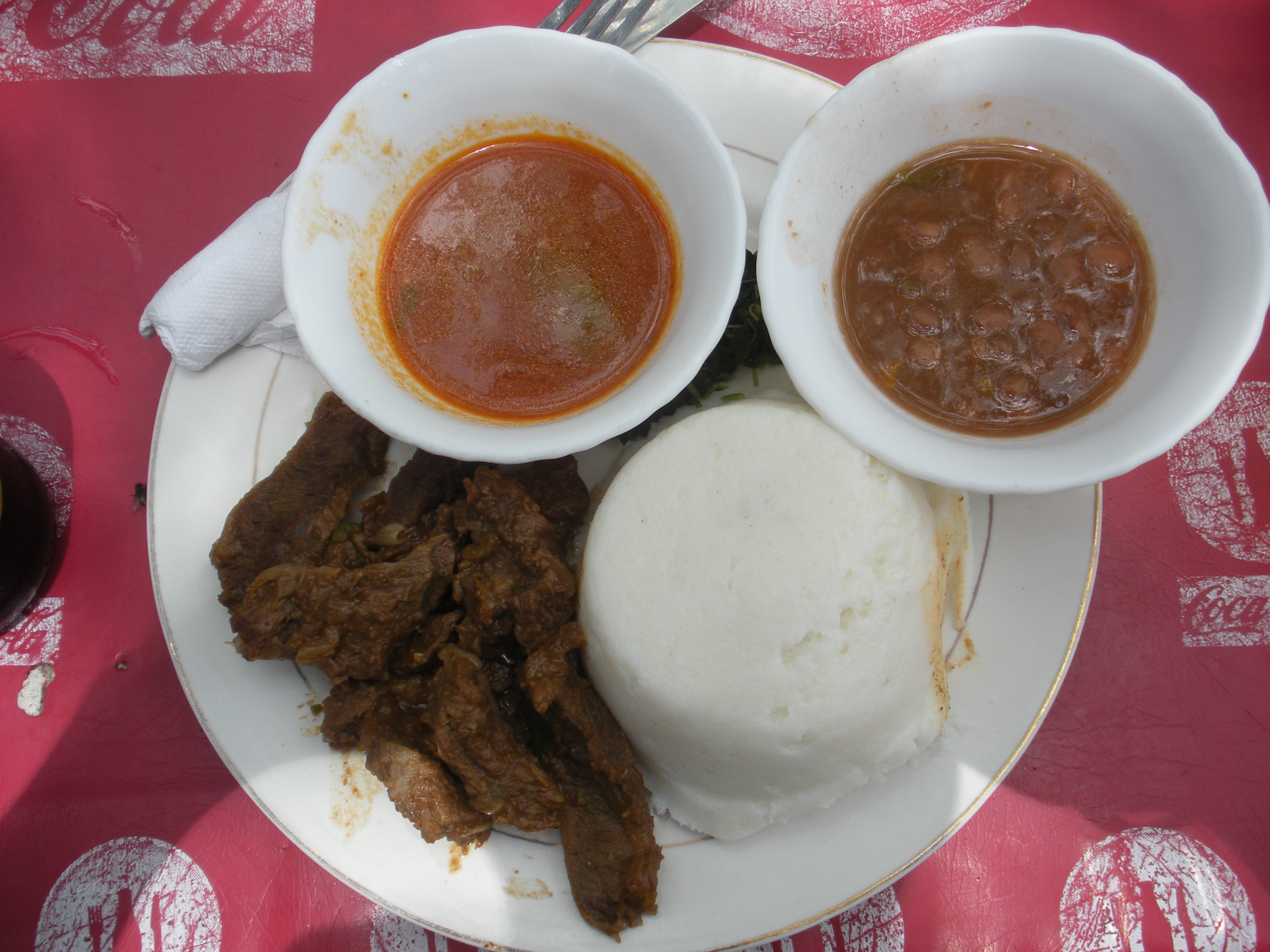
Hovězí nyama choma s ugali a omáčkami

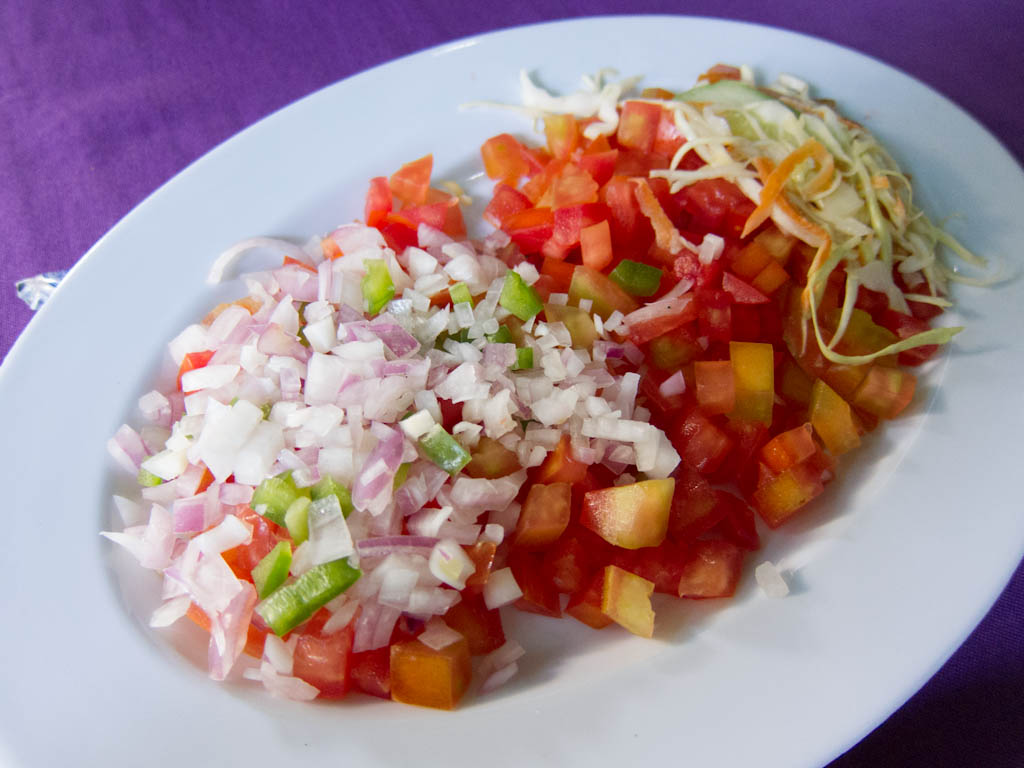
Kachumbari

Keňská kuchyně byla ovlivněna svahilskou, indickou a arabskou kuchyní. Nejznámějším keňským pokrmem je grilované maso nyama choma. Z indické kuchyně keňská kuchyně přejala například samosu nebo chapati.

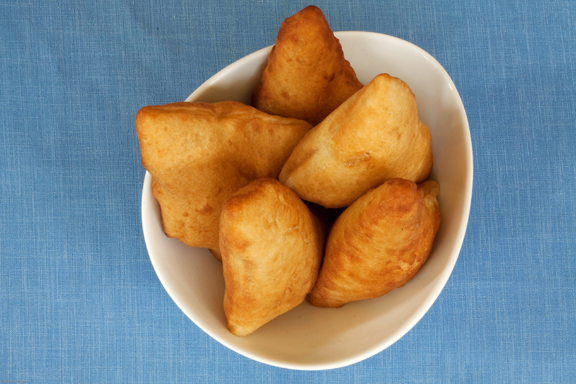
Mandazi

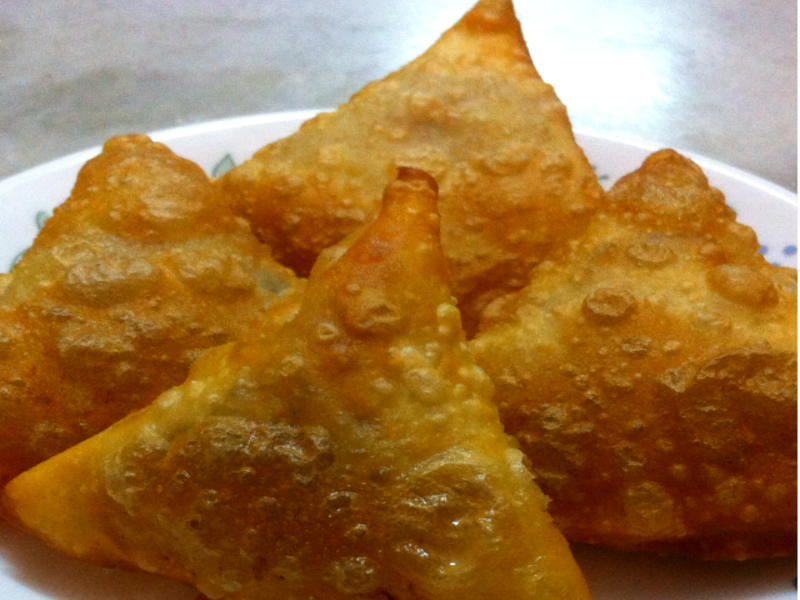
Samosa

## Příklady keňských pokrmů
Příklady keňských pokrmů:
- Nyama choma, maso grilované na způsob barbecue. Může se použít hovězí, skopové nebo kozí maso. K masu se také podávají různé přílohy, například zelenina, hranolky, různé omáčky nebo ugali.
- Ugali je nevýrazná příloha připomínající kaši nebo placku. Je obdobou fufu, přílohy rozšířené ve velké části Afriky.
- Samosa, fritovaná kapsa trojúhelníkového tvaru plněná masem a zeleninou. Převzatá z indické kuchyně.
- Mandazi, trojúhelníkové sladké fritované pečivo podobné koblize
- Čapatí, placka z nekvašeného těsta, používá se jako příloha. Převzatá z indické kuchyně.
- Matoke, příloha z rozmačkaných banánů (nebo plantainů)
- Githeri, směs rýže a kukuřice
- Sukuma wiki, směs z listové zeleniny vařené s olejem, rajčaty, cibulí a kořením.
- Biryani, rýžová směs převzatá z indické kuchyně
- Irio, kaše z rozmačkaného hrášku a brambor
- Kachumbari, salát z rajčat a cibule
- Chips mayai, vaječná omeleta s hranolky a chilli omáčkou
- Mutura, kozí klobása
- U pouličních stánků se běžně prodávají různá rychlá jídla z americké kuchyně, například hot dogy (párky v rohlíku) nebo hranolky.

## Nápoje
Keňa já známa pro svou kávu, která se zde hojně pěstuje. Oblíbený je v Keni ale také čaj, který se obvykle dělá slazený a s mlékem.
V Keni se vyrábí také pivo, nejznámější značkou je Tusker, nebo jáhlové pivo pombe. V Keni se pije také palmové víno. Někteří Keňané si také doma dělají silnou obilnou pálenku zvanou changaa, často do ní však přidávají různé příměsi a ta se tak stává toxickou, už došlo k několika otravám. Až do roku 2010 byla příprava této pálenky v Keni nelegální.